# The Scotsman
The Scotsman és un diari escocès editat a Edimburg des de 1817.

## Història
El diari fou fundat el 25 de gener de 1817 per l'advocat William Ritchie i l'editor Charles Maclaren. The Scotsman es comprometé a ser un diari “imparcial, ferm i independent”. Després de l'abolició de l'impost del timbre (impost que gravava qualsevol document escrit) el 1850, el diari es rellançà amb un preu d'1 penic, assolint un tiratge de 6.000 exemplars diaris.
El desembre de 1870, un grup de jugadors de rugbi escocesos va enviar una carta en aquest diari, juntament amb el Bell's Life in London, desafiant als jugadors anglesos a disputar un partit. Els anglesos ho van acceptar, donant peu així a la disputa del primer partit internacional de la història d'aquest esport, que va enfrontar les seleccions d'Escòcia i Anglaterra, a l'Academical Cricket Club de la capital escocesa, Edimburg, el dilluns 27 de març de 1871. Davant de prop de 4.000 espectadors, els escocesos van guanyar per un assaig (realitzat per Angus Buchanan) i un gol (fet per William Cross), davant del solitari assaig aconseguit per Anglaterra (encara no s'havia dissenyat un sistema de punts, de manera que només el gol va pujar al marcador final d'1–0). Posteriorment, Anglaterra es venjaria de la desfeta en un partit disputat al Kennington Oval de Londres l'any següent.
El 1953 el diari fou comprat pel milionari canadenc Roy Thomson, que arribà a formar un gran imperi mediàtic. El 1995 el diari fou de nou comprat pels multimilionaris David i Frederick Barclay per la quantitat de 86 milions de lliures esterlines, traslladant les seves instal·lacions del carrer North Bridge a Edimburg a unes noves instal·lacions a la carretera de Holyrood, a prop d'on posteriorment es construiria l'edifici del Parlament Escocès.
El desembre de 2005, The Scotsman fou adquirit per la quantitat de 160 milions de lliures, pels seus actuals propietaris, Johnson Press, empresa fundada a Escòcia i actualment un dels tres majors editors de diaris locals del Regne Unit.